# Saint-Martin-le-Hébert
Saint-Martin-le-Hébert település Franciaországban, Manche megyében. Lakosainak száma 167 fő (2018. január 1.). Saint-Martin-le-Hébert Sottevast, Bricquebec-en-Cotentin és Rocheville községekkel határos.

## Népesség
A település népessége az elmúlt években az alábbi módon változott:
| Lakosok száma | 140  | 138  | 126  | 176  | 169  | 131  | 142  | 154  | 166  | 167  |
|               | 1962 | 1968 | 1982 | 1990 | 1999 | 2008 | 2011 | 2013 | 2017 | 2018 |